# Вани (Шуахевский муниципалитет)
Вани (груз. ვანი) — село в Грузии, на территории Шуахевского муниципалитета автономной республики Аджария.

## География
Село находится в юго-западной части Грузии, в верховьях реки Ванисцкали (бассейн Аджарисцкали), на расстоянии 6 километров (по прямой) к северо-востоку от посёлка городского типа Шуахеви, административного центра муниципалитета. Абсолютная высота — 1270 метров над уровнем моря.

## Население
По результатам официальной переписи населения 2014 года, в Вани проживало 85 человек (38 мужчин и 47 женщин). В национальной структуре населения грузины составляли 100 %.
| Год  | Население, человек |
| ---- | ------------------ |
| 2002 | 243                |
| 2014 | ↘ 85               |